# 子陵吻鰕虎魚
子陵吻鰕虎魚（学名：Rhinogobius giurinus）为鰕虎魚科吻鰕虎魚屬的鱼类，在台灣稱為極樂吻鰕虎，俗名栉虾虎、子陵栉鰕虎魚、朝天眼、吻鰕虎魚、狗甘仔、苦甘仔。
屬於迴游性魚類。
，但也可在完全封閉的水系中繁衍。

## 分布
本魚原生分布于中國（黄河、长江、钱塘江、灵江、珠江、福建、广东、海南等，青藏高原及雲貴高原等西北地區除外），香港，台灣，朝鮮半島，日本（茨城縣利根川至西表島，長崎Kawahara-oike），小笠原群島，琉球群島與越南北部
印尼、菲律賓，主要栖息于江河、河口、石砾地带含氧丰富的浅水区以及水库、池塘也有分布。该物种的模式产地在广东汕头。
本種亦被引入新加坡，青藏高原和雲南。

## 特徵
本魚體延長呈圓柱狀，眼大，腹鰭癒合成吸盤，魚體呈黃色或灰褐色，體側中央具一列不規則的圓形斑塊，腹部色淡，頭部具蠕蟲狀黑褐色斑紋，尾鰭圓形，體長可達8公分。

## 生態
本魚生活於熱帶地區，屬底棲性魚類，性情兇猛，攻擊力強，野生大多屬肉食性，以小型無脊椎動物為食，少數人工飼養的屬雜食性，但是偏好肉食性。

## 經濟利用
子陵吻鰕虎魚也是食用魚和觀賞魚。 